# Standard & Poor's
Standard and Poor's Corporation (S&P) è una società privata con base negli Stati Uniti che realizza ricerche finanziarie e analisi su titoli azionari e obbligazioni, fra le prime tre agenzie di rating (valutazione) al mondo insieme a Moody's e Fitch Ratings.
È ben nota per i suoi indici di borsa: S&P 500 per gli Stati Uniti, S&P 200 per l'Australia, S&P/TSX per il Canada, S&P CNX Nifty per l'India e S&P/MIB per l'Italia.
S&P non è quotata in borsa ed è posseduta dal gruppo McGraw-Hill (di cui azionista di maggioranza è Capital World Investment), che è presente invece sul listino della Borsa di New York.

## Storia

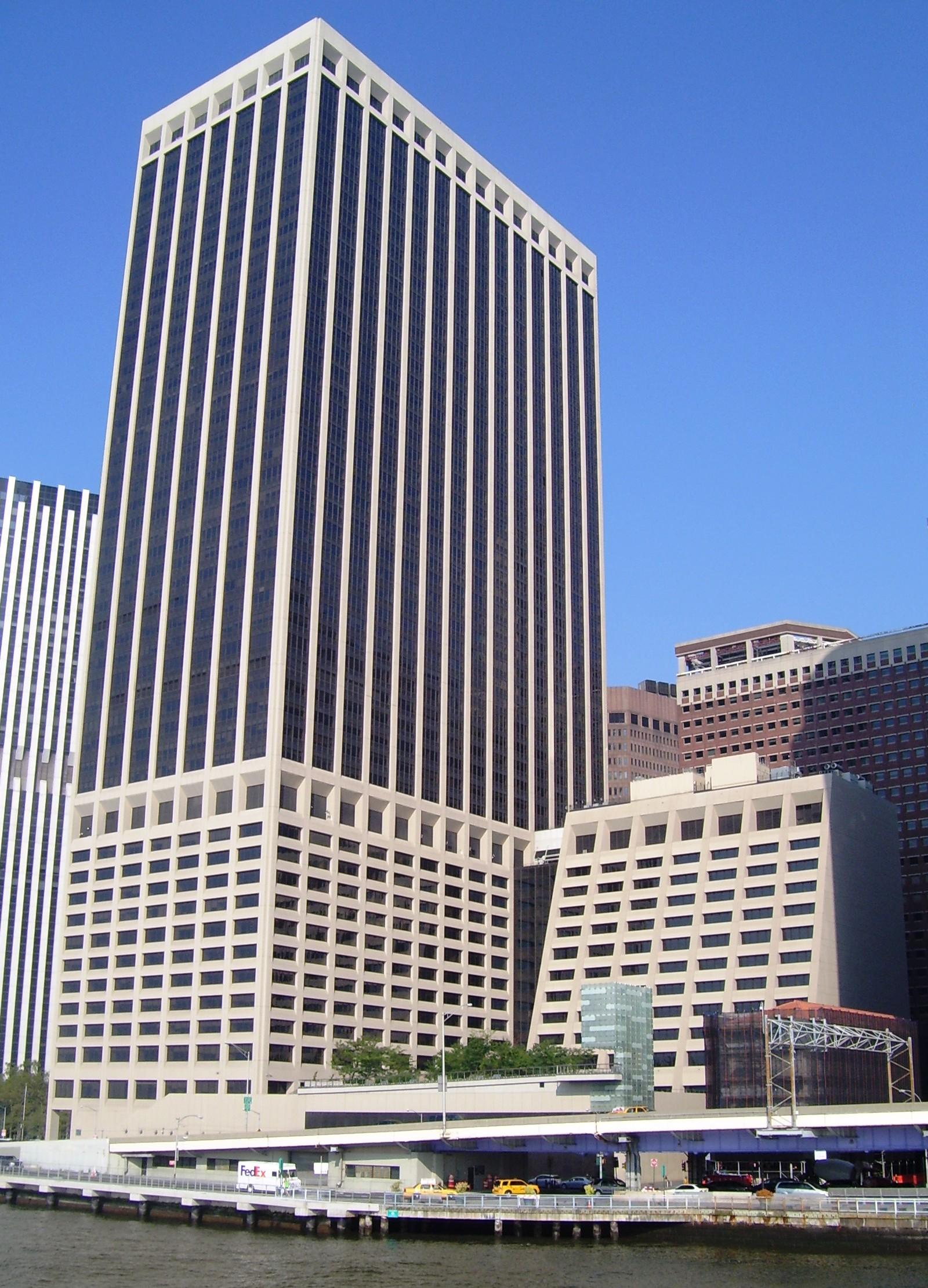
La sede di Standard & Poor's nel distretto finanziario di New York.

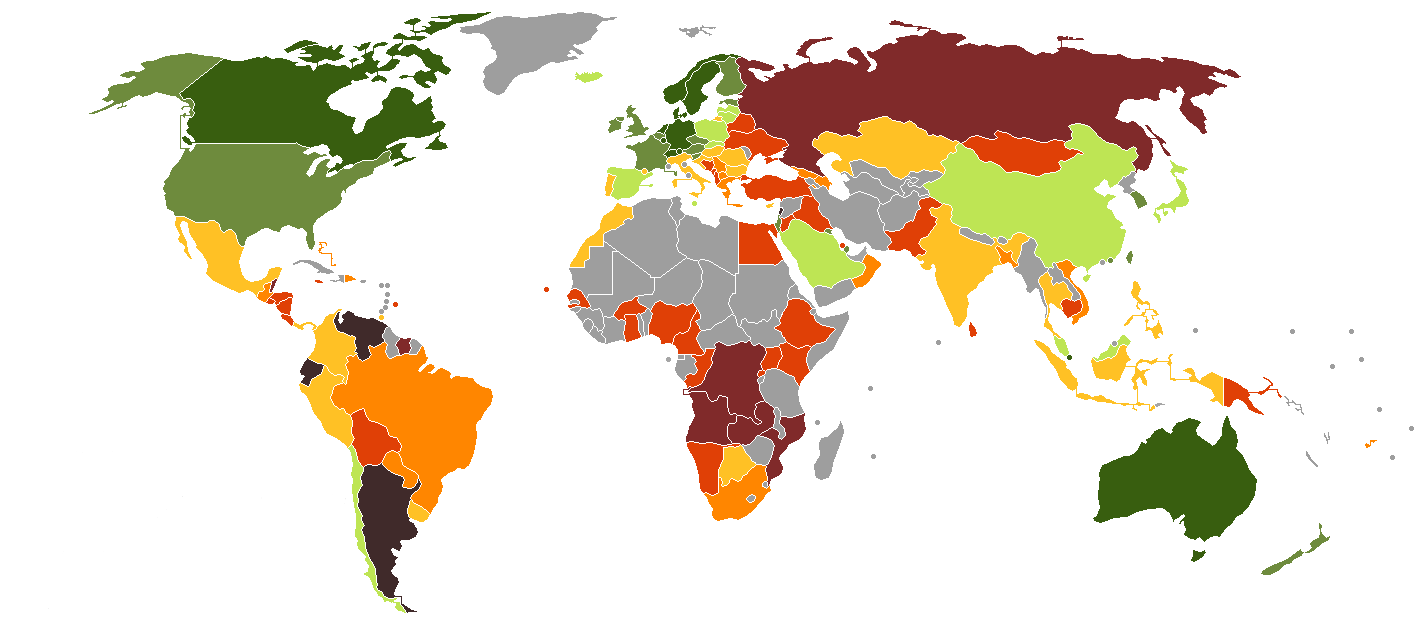
Paesi in base al rating Standard & Poor's.

Si può far risalire l'origine delle valutazioni al documento "History of Railroads and Canals in the United States" (Storia finanziaria delle ferrovie e dei canali degli Stati Uniti), pubblicato da Henry Varnum Poor nel 1860, contenente un dettagliato resoconto delle informazioni operative e finanziarie di tutte le compagnie ferroviarie attive negli Stati Uniti.
Durante la sua vita Poor si batté affinché le aziende fossero obbligate a rendere pubblici i loro bilanci alla gente e a possibili investitori. Colse questo appello il figlio Henry William, che insieme a Luther Lee Blake, un analista finanziario, crearono indici finanziari trasparenti. Risale al 1941 la nascita dell'agenzia nella forma attuale, acquistata nel 1966 dal colosso dell'informazione finanziaria McGraw-Hill.

## Valutazione del credito
La società classifica la capacità di credito usando una scala standardizzata di valutazione. Il totale del debito sottoposto in un centinaio di paesi al rating di S&P risulta pari a 35 000 miliardi di dollari, più del doppio del Pil degli Stati Uniti, con una percentuale di copertura del mercato delle valutazioni pari al 39%, contro il 40% di Moody's e il 16% di Fitch. Sono invece 870 000 i giudizi espressi ogni anno.

### Valutazione a lungo termine
| Rating S&P | Descrizione |                                               |
| ---------- | --- | --------------------------------------------- |
| AAA        | Eccellenti capacità di onorare le obbligazioni assunte | Grado d'Investimento (Investment grade)       |
| AA+        | Alta qualità, rischio molto basso, ma la suscettibilità allo stesso nel lungo periodo appare superiore a quello delle AAA | Grado d'Investimento (Investment grade)       |
| AA         | Ottime capacità di onorare le obbligazioni assunte. Minime differenze rispetto al grado più alto | Grado d'Investimento (Investment grade)       |
| AA-        | Ottime capacità di onorare le obbligazioni assunte. Minime differenze rispetto al grado più alto | Grado d'Investimento (Investment grade)       |
| A+         | Buone capacità di rispettare gli obblighi finanziari, ma in qualche modo sono maggiormente suscettibili ai cambiamenti delle circostanze e delle condizioni economiche, rispetto agli obbligati con un rating migliore                                         | Grado d'Investimento (Investment grade)       |
| A          | Buone capacità di rispettare gli obblighi finanziari, ma in qualche modo sono maggiormente suscettibili ai cambiamenti delle circostanze e delle condizioni economiche, rispetto agli obbligati con un rating migliore                                         | Grado d'Investimento (Investment grade)       |
| A-         | Buone capacità di rispettare gli obblighi finanziari, ma in qualche modo sono maggiormente suscettibili ai cambiamenti delle circostanze e delle condizioni economiche, rispetto agli obbligati con un rating migliore                                         | Grado d'Investimento (Investment grade)       |
| BBB+       | Adeguate capacità di rispettare gli obblighi finanziari. Tuttavia, condizioni economiche avverse o cambiamenti delle circostanze sono più facilmente associabili ad una minore capacità di adempiere agli obblighi finanziari assunti.                         | Grado d'Investimento (Investment grade)       |
| BBB        | Adeguate capacità di rispettare gli obblighi finanziari. Tuttavia, condizioni economiche avverse o cambiamenti delle circostanze sono più facilmente associabili ad una minore capacità di adempiere agli obblighi finanziari assunti.                         | Grado d'Investimento (Investment grade)       |
| BBB-       | Adeguate capacità di rispettare gli obblighi finanziari. Tuttavia, condizioni economiche avverse o cambiamenti delle circostanze sono più facilmente associabili ad una minore capacità di adempiere agli obblighi finanziari assunti.                         | Grado d'Investimento (Investment grade)       |
| BB+        | Meno vulnerabili nel breve periodo, rispetto ad obbligati con rating inferiore. Tuttavia, il dover fronteggiare condizioni di incertezza economica, finanziaria, amministrativa potrebbe interferire con le capacità di soddisfacimento degli obblighi assunti | Grado di non investimento (Speculative grade) |
| BB         | Meno vulnerabili nel breve periodo, rispetto ad obbligati con rating inferiore. Tuttavia, il dover fronteggiare condizioni di incertezza economica, finanziaria, amministrativa potrebbe interferire con le capacità di soddisfacimento degli obblighi assunti | Grado di non investimento (Speculative grade) |
| BB-        | Meno vulnerabili nel breve periodo, rispetto ad obbligati con rating inferiore. Tuttavia, il dover fronteggiare condizioni di incertezza economica, finanziaria, amministrativa potrebbe interferire con le capacità di soddisfacimento degli obblighi assunti | Grado di non investimento (Speculative grade) |
| B+         | Più vulnerabili rispetto agli obbligati valutati 'BB', ma vi sono ancora le capacità per rispettare gli impegni finanziari. Condizioni economiche e/o finanziarie impreviste, ridurranno probabilmente le capacità e la volontà dell'obbligato, di adempiere   | Grado di non investimento (Speculative grade) |
| B          | Più vulnerabili rispetto agli obbligati valutati 'BB', ma vi sono ancora le capacità per rispettare gli impegni finanziari. Condizioni economiche e/o finanziarie impreviste, ridurranno probabilmente le capacità e la volontà dell'obbligato, di adempiere   | Grado di non investimento (Speculative grade) |
| B-         | Più vulnerabili rispetto agli obbligati valutati 'BB', ma vi sono ancora le capacità per rispettare gli impegni finanziari. Condizioni economiche e/o finanziarie impreviste, ridurranno probabilmente le capacità e la volontà dell'obbligato, di adempiere   | Grado di non investimento (Speculative grade) |
| CCC+       | Vulnerabile, e la solvibilità delle obbligazioni assunte dipende prevalentemente da condizioni economiche e finanziarie favorevoli | Grado di non investimento (Speculative grade) |
| CCC        | Vulnerabile, e la solvibilità delle obbligazioni assunte dipende prevalentemente da condizioni economiche e finanziarie favorevoli | Grado di non investimento (Speculative grade) |
| CCC-       | Vulnerabile, e la solvibilità delle obbligazioni assunte dipende prevalentemente da condizioni economiche e finanziarie favorevoli | Grado di non investimento (Speculative grade) |
| CC         | Molto vulnerabile, e la solvibilità delle obbligazioni assunte, dipende prevalentemente da condizioni economiche e finanziarie favorevoli | Grado di non investimento (Speculative grade) |
| C          | Estremamente vulnerabile, forse in bancarotta o in ritardo nei pagamenti, che ancora vengono comunque effettuati | Grado di non investimento (Speculative grade) |
| CI         | Pagamento degli interessi non pervenuto | Grado di non investimento (Speculative grade) |
| R          | Amministrazione controllata/Liquidazione. Durante questo periodo, gli obbligati potrebbero decidere di pagare soltanto una parte dei creditori. | Grado di non investimento (Speculative grade) |
| SD         | Default Selettivo. Alcune obbligazioni non sono state rimborsate | Grado di non investimento (Speculative grade) |
| D          | Default/Insolvenza di tutte o la maggior parte delle obbligazioni emesse. | Grado di non investimento (Speculative grade) |
| NR         | Non valutata |                                               |

### Rating a breve termine
S&P valuta su questioni specifiche tramite una scala da A-1 a D. All'interno della categoria A-1 può essere presente il segno più (+): ciò indica che la volontà dell'emittente dell'obbligazione di rispettare il suo obbligo è estremamente forte.
| Rating | Descrizione |
| ------ | --- |
| A-1    | La capacità dell'emittente di far fronte ai propri impegni finanziari è forte |
| A-2    | Suscettibile a condizioni economiche avverse, tuttavia la capacità del debitore di far fronte ai propri impegni finanziari, concernente l'obbligo, è soddisfacente                                                                                 |
| A-3    | Avverse condizioni economiche sono suscettibili di indebolire la capacità del debitore di far fronte ai propri impegni finanziari, concernenti l'obbligo                                                                                           |
| B      | Ha una caratteristica speculativa significativa. L'emittente dell'obbligazione ha la capacità di far fronte ai propri obblighi finanziari, ma si appresta a dover affrontare grandi incertezze che potrebbero incidere sul suo impegno finanziario |
| C      | Vulnerabile al non pagamento a causa di condizioni finanziarie ed economiche per il debitore di far fronte ai propri impegni finanziari |
| D      | L'impresa è in default. |

## Azionariato
Nell'azionariato compaiono in evidenza, a fine 2009, oltre all'azionista di controllo McGraw-Hill, detenuta da Capital World Investors, uno dei primi gestori indipendenti di fondi negli Usa, la società di asset management State Street Corporation; altre come la società d'investimento BlackRock, la società finanziaria Fidelity Investments e Vanguard Group. Figurano inoltre numerose altre banche e gruppi finanziari di proporzioni inferiori.

## Inchieste giudiziarie per falsità
Malgrado essa goda d'indubbia autorevolezza e consolidata considerazione internazionale, negli ultimi anni i suoi indici ed i criteri di valutazione adottati hanno destato critiche da parte di osservatori, media e studiosi. In particolare agli inizi del 2012, a proposito del declassamento eccessivo dei valori attribuiti a diversi paesi dell'Unione europea relativamente al loro grado di redimibilità. Tali giudizi sono stati considerati sospetti tenendo conto di come tutti gli investitori azionisti in S&P, come nelle altre agenzie di rating, non possano ritenersi soggetti terzi super partes, ma potrebbero essere degli interessati utilizzatori delle loro stesse valutazioni di solvibilità nell'acquisto di titoli e/od obbligazioni sui mercati finanziari.
Altri casi celebri come quelli di aziende come Parmalat, Enron o Lehman Brothers, tutte dichiarate insolventi sebbene giudicate nel breve periodo affidabili da parte di S&P, hanno sollevato critiche relativamente all'attendibilità delle valutazioni emesse dall'agenzia.
Standard & Poor's venne posta sotto inchiesta negli Stati Uniti nel 2011 per aver manipolato il mercato con dati falsi sui cosiddetti titoli tossici.

Anche in Italia, nel 2012, Standard & Poor's è stata messa sotto inchiesta dalla magistratura per aver manipolato il mercato azionario con dati falsi. Sulle manipolazioni di mercato (market abuse) e sull'abuso di informazioni privilegiate (insider trading).

Standard & Poor's è accusata di "manipolazione pluriaggravata e continuata del mercato finanziario". Cinque persone accusate: gli analisti Eileen Zhang e Frank Gill, dipendenti dell'agenzia con sede a Londra, e Moritz Kraemer, dipendente di Francoforte, anche il responsabile dei servizi per l'Europa e l'Africa Yeann Le Pallec e l'ex presidente di Standard & Poor's, l'indiano Deven Sharma. Nella lista degli indagati è finita anche l'amministratore delegato per l'Italia di S&P, Maria Pierdicchi, con l'ipotesi di favoreggiamento degli analisti stessi. Nelle conclusioni del pubblico ministero si contesta agli imputati di aver attuato il 20 maggio, il 23 maggio e il 1º luglio del 2011, "una serie di artifici concretamente idonei a provocare una destabilizzazione dell'immagine, prestigio e affidamento creditizio dell'Italia sui mercati finanziari". Il Pm e la Guardia di finanza contestano a S&P anche l'aggravante di «aver cagionato alla Repubblica Italiana un danno patrimoniale di rilevantissima gravità», che dovranno risarcire.
Il processo si è concluso il 30 marzo 2017 con l'assoluzione di tutti gli indagati perché il fatto non sussiste.
Mario Draghi, Presidente della Banca centrale europea, il 24 gennaio 2011, ha detto al Pubblico Ministero della procura di Trani: «Bisogna fare a meno delle agenzie di rating: sono altamente carenti e discreditate.»

## Risarcimenti
Gli avvocati della Casa Bianca fanno causa all'agenzia di rating Standard & Poor's, il 5 febbraio 2013. Sono stati richiesti 5 miliardi di dollari di risarcimento danni, per aver gonfiato alcuni titoli immobiliari, i mutui subprime, contribuendo a determinare la crisi dei mutui subprime nel 2008.

## Concorrenti
- A.M. Best
- Bloomberg
- Centrale Rischi Finanziari
- Dominion Bond Rating Service
- Fitch Ratings
- Cerved Group
- Moody's
- Moody's Analytics
- Morningstar
- Reuters